# Lista episoadelor din Bakugan
Aceasta este lista episoadelor pentru serialul de televiziune anime Luptătorii Bakugan. Serialul de televiziune a fost produs de TMS Entertainment și Japan Vistec sub permisiunea lui Mitsuo Hashimoto (director). A fost pentru prima dată premiat în Japonia la TV Tokyo în 5 aprilie 2007 și apoi a fost retransmis pe BS Japan. Nelvana Limited a produs versiunea în limba engleză și a fost transmisă pe canalul Teletoon în iulie 2007 și apoi pe Cartoon Network (Statele Unite) în 24 februarie 2008.

## Lista episoadelor
1. Bakugan: Începe lupta
Într-o zi, Dan se pregătește pentru o luptă cu Akira în parc. Dar se trezește că este provocat de Shuji (fratele mai mare al lui Akira). În timpul luptei, Dan are o viziune cu un Pyrus Dragonoid confruntându-se cu un Darkus Fear Ripper. În mijlocul luptei, viziunea se împlinește, iar Dan ajunge victorios. Shuji se alege cu un Darkus Fear Ripper, iar Dan cu un Pyrus Dragonoid.  
2. Bal mascat
Un jucător misterios, pe nume Masquerade, fură Bakuganii copiilor din întreaga lume. Când Dan aude despre el, se hotărăște să-l provoace la luptă. Cei doi se întâlnesc și lupta începe. Însă Masquerade are o armă secretă numită Cartea Morții, care trimite Bakuganii învinși în Dimensiunea Morții, fiind pierduți pentru totdeauna. Dan pierde lupta, dar Dragonoidul lui este cruțat.
3. O dispută între prieteni
Masquerade face echipă cu un tânăr jucător de Bakugan, numit Rikimaru, oferindu-i un Bakugan foarte special. În partea cealaltă a orașului Dan începe antrenamentul pentru remiza cu Masquerade. Drago încă nu e sigur de mișcările lui Dan, dar decide să i se alăture în speranța ca pot salva Vestroia, casa Bakuganilor. La limita înfrângerii cu Rikimaru, Drago decide să ignore ordinele lui Dan și folosește o tehnică foarte periculoasă pentru a se salva și câștiga lupta. Insultat și nervos, Dan blestemă ziua când l-a cunoscut pe Drago, și l-a aruncat în râu.
4. Dan și Drago
Lui Dan îi este greu fără Drago în preajmă. Îl face pe un prieten de la școală, Ryo să renunțe la calculator, și apoi îl lasă baltă fugind rușinat, lăsându-l pe Ryo foarte dezamăgit. Mai târziu Masquerade profită de situația lui Ryo și îl convinge să lupte cu Dan. Ryo îl provoacă pe Dan și câștigă! Dan îl găsește pe Drago, se împacă, iar Dan incearcă să îmbunătățească lucrurile cu Ryo. Dar el este încă sub influența lui Masquerade.
5. Runo e cea mai tare
Dan și Runo se întâlnesc pentru prima oară în realitate și sunt foarte surprinși că locuiesc în același oraș. Înspre casă, Dan se trezește fără Bakupod, dar când se întoarce, Bakupodul său a fost găsit de Runo. Ea vede că Dan a fost provocat la luptă de Masquerade, în josul râului. Runo decide să-l provoace ea, însă ajunge să se lupte cu un jucător pe nume Tatsuya. Dan ajunge și el la timp și o lasă pe Runo să se lupte cu Tatsuya. Runo îi învinge toți cei trei Bakugani ai lui Tatsuya, ea rămânând cu Saurus și cu Tigrerra.
6. O luptă la dublu
Într-un parc de distracții, Runo și Dan se dau cu caruselele. Însă cei doi sunt chemați pe o scenă, unde doi frați, Kenta și Kenji îi pun pe cei doi să tragă o carte. Dan se miră când trage Cartea Morții. Kenta și Kenji îi provoacă pe Dan și Runo la o luptă dublă, dar Dan și Runo nu știu să lucreze în echipă. Cei doi își pun în minte un plan și câștigă lupta.
7. Idolul Bakugan
8. Fetele vor doar să se distreze
9. Luptǎ sau fugi!
10. Partenerul perfect
11. Bakuganul nou nouț al bunicului
12. Depozit de Bakugani
13. Lupta pentru Shun
14. Povestea Vestroiei
15. Duel în deșert
16. Unde nu e curaj, nu e nici glorie
17. Cei mai buni prieteni pentru totdeauna
18. Revoluția evoluției
19. Julie joacă dur
20. Puțin ajutor din partea prietenilor
21. Bunul meu prieten
22. Drago e în flăcări
23. Spune că nu e așa Joe
24. Secretul succesului!
25. Ai încredere în mine
26. Dimensiunea Morții sau nimicirea
27. Căderea
28. Ultima baricadă
29. Coșmarul din orașul blestemat
30. Eu sunt Marucho, ascultați-mi țipătul
31. Un loc departe de casă
32. Joacă-te frumos, Runo
33. S-a zis cu tine, claunule!
34. Casǎ, dulce casǎ
35. Ultima aventură a lui Dan
36. Arată-mi ce poți!
37. Spui că vrei o evoluție!
38. Dincolo de masca lui Masquerade
39. Masquerade demascat
40. Alice primește o lecție
41. Un pește numit Tayghen
42. Cursa spre Vestroia
43. Următoarea stație: Orașul lui Naga
44. Slabe șanse!
45. Pământul către căpitanul Dan
46. Un indiciu în lume
47. Noroc
48. R de la răzbunare
49. Bătălia finală la Wardington
50. Cei buni, cei răi și Bakuganii
51. Bătălia finală
52. Jocul se termină